# Erndtebrück
Erndtebrück è un comune di 6 937 abitanti della Renania Settentrionale-Vestfalia, in Germania.
Appartiene al distretto governativo (Regierungsbezirk) di Arnsberg ed al circondario (Kreis) di Siegen-Wittgenstein (targa SI).

## Geografia fisica
È attraversato dal fiume Eder. Suo affluente, proveniente da sud, è la Benfe.